# Cobquecura
Cobquecura é uma comuna da província de Itata, localizada na Região de Ñuble, Chile. Possui uma área de 570,3 km² e uma população de 5.012 habitantes (2017).